# Джексонвілл (Пенсільванія)
Джексонвілл (англ. Jacksonville) — переписна місцевість (CDP) в США, в окрузі Індіана штату Пенсільванія. Населення — 620 осіб (2020).

## Географія
Джексонвілл розташований за координатами 40°33′57″ пн. ш. 79°17′40″ зх. д. / 40.56583° пн. ш. 79.29444° зх. д. (40.565789, -79.294319).  За даними Бюро перепису населення США в 2010 році переписна місцевість мала площу 17,55 км², з яких 17,52 км² — суходіл та 0,03 км² — водойми.

## Демографія
Згідно з переписом 2010 року, у селищі мешкало 637 осіб у 276 домогосподарствах у складі 171 родини. Густота населення становила 36 осіб/км².  Було 321 помешкання (18/км²).
Расовий склад населення:
| - 98,0 % — білих - 0,6 % — чорних або афроамериканців - 0,3 % — азіатів - 0,2 % — корінних американців |

До двох чи більше рас належало 0,9 %. Частка іспаномовних становила 0,2 % від усіх жителів.
За віковим діапазоном населення розподілялося таким чином: 22,0 % — особи молодші 18 років, 61,7 % — особи у віці 18—64 років, 16,3 % — особи у віці 65 років та старші. Медіана віку мешканця становила 39,5 року. На 100 осіб жіночої статі у селищі припадало 99,7 чоловіків;  на 100 жінок у віці від 18 років та старших — 98,0 чоловіків також старших 18 років.
Середній дохід на одне домашнє господарство  становив 46 197 доларів США (медіана — 41 131), а середній дохід на одну сім'ю — 55 172 долари (медіана — 47 500). Медіана доходів становила 43 487 доларів для чоловіків та 34 167 доларів для жінок. За межею бідності перебувало 12,8 % осіб, у тому числі 27,6 % дітей у віці до 18 років та 8,1 % осіб у віці 65 років та старших.
Цивільне працевлаштоване населення становило 309 осіб. Основні галузі зайнятості: освіта, охорона здоров'я та соціальна допомога — 19,1 %, роздрібна торгівля — 18,1 %, виробництво — 13,3 %, транспорт — 11,3 %.